# Медведев, Вадим Владимирович
Вадим Владимирович Медведев (9 февраля 1951, Ленинград — 30 декабря 2008, Санкт-Петербург) — советский и российский журналист, работник Ленинградского телевидения. Один из ведущих программы «600 секунд».

## Биография
Родился 9 февраля 1951 года в Ленинграде. 
Окончил филологический факультет ЛГУ им. Жданова.
Работал корреспондентом и выпускающим редактором информационной программы «Ленинград», на телестанции «Факт».
С 1985 года ведущий и корреспондент программы "Телекурьер" на Ленинградском телевидении.
В 1988 году по приглашению Александра Невзорова стал ведущим программы «600 секунд», где проработал до 1991 года.
Позже вёл передачу ТСБ (Телевизионная Служба Безопасности) на канале Петербург и преподавал там же на курсах для персонала.
В 2002 году по приглашению А. С. Запесоцкого пришел в Санкт-Петербургский Гуманитарный университет профсоюзов. Был одним из основателей Молодежного Телеканала, созданного на базе университета. Возглавлял информационную службу. Позже, после преобразования МТК в проект "Самый модный" остался в университете, где работал в должности профессора-консультанта. 
В 2006—2008 годах руководитель пресс-службы Горэлектротранса города Санкт-Петербурга.
В декабре 2008 года был доставлен в больницу с инсультом. Там у Медведева также начался менингит.
Скончался на 58-м году жизни 30 декабря 2008 года в Санкт-Петербурге. Похоронен на Большеохтинском кладбище Санкт-Петербурга.

## Семья
Отец — Вадим Александрович Медведев (1929-1988), советский актёр театра и кино, Народный артист РСФСР. Похоронен на Большеохтинском кладбище в Санкт-Петербурге.
Мать — Александра Ивановна Медведева (1925—2014). Прах захоронен на Большеохтинском кладбище в Санкт-Петербурге рядом с мужем Вадимом Медведевым.
Сестра — Ирина Владимировна Медведева (род. 1954)
Супруга — Елена Николаевна Медведева (род. 12 марта 1956).
- Сын — Андрей Вадимович Медведев (род. 24 октября 1971).
  - Внучка — Валерия (род. 14 сентября 1995).